# Никифорова, Ирина Дмитриевна
Ири́на Дми́триевна Ники́форова (Розенталь; 15 сентября 1931, Москва — 2 ноября 2006, там же) — советский и российский литературовед, африканист, заведующая сектором литератур Африки ИМЛИ РАН (1976—2006), доктор филологических наук (1979), профессор (1994).

## Биография
В 1954 году окончила отделение романо-германской филологии филологического факультета МГУ по специальности французский язык и история зарубежных литератур.
В 1962 году защитила кандидатскую диссертацию по бельгийской литературе на тему «Формирование мировоззрения и творческого метода Э. Верхарна».
И. Д. Никифорова специализировалась по литературам франкоязычного ареала (литературы африканских и антильских стран, Бельгии, Франции), занималась теоретическими проблемами литературоведения (теория жанров, вопросы исторической поэтики, сравнительно-типологические исследования, изучение взаимодействия литератур в мировом литературном процессе) и проблемами типологии культуры.
С 1961 по 2006 годы работала в Институте мировой литературы им. А. М. Горького АН СССР (ИМЛИ): с 1961 года — младший научный сотрудник, с 1974 — старший научный сотрудник, с 1976 (после образования в 1975 году отдела литератур Азии и Африки) — заведующая сектором литератур Африки.
В 1979 году защитила первую в СССР докторскую диссертацию по литературам Африки на тему «Африканский роман. Генезис и проблемы типологии». Была членом Научного совета АН СССР (ныне РАН) по проблемам Африки; подготовила многих аспирантов, успешно защитивших диссертации по африканским литературам.
Под руководством И. Д. Никифоровой был подготовлен к печати фундаментальный коллективный труд «История романных форм в литературах Африки» (издан в 2010 году в издательстве «Восточная литература»). Была членом редколлегии тома IV «Литературный процесс» труда отдела теории ИМЛИ РАН «Теория литературы», ответственным редактором раздела «Развитие литературы в неевропейских ареалах. Тропическая Африка».

## Семья
- Муж — Юз Алешковский, писатель.
  - Сын — Алексей Иосифович Алешковский (род. 1967), телевизионный продюсер, корреспондент и режиссёр.

## Основные работы
Монографии
- Литература национального возрождения. О творчестве писателей Марокко, Туниса, Алжира. — М., 1968.
- О национальной специфике западноафриканских литератур. — М., 1970.
- Африканский роман. Генезис и проблемы типологии. — М., 1977.

Статьи
- На пороге завтрашнего дня (О некоторых проблемах литературы западноафриканских стран) // Вопросы литературы. 1961, № 10.
- Социальный роман Гаити в 40-50-е гг. XX века // Генезис социалистического реализма в литературах стран Запада. М., 1965.
- Послевоенная литература Франции (1945—1963) // Курс лекций по истории зарубежной литературы XX века. М., 1965.
- Современный алжирский роман // Критический реализм XX века и модернизм. М., 1967.
- Проблема региона в изучении африканских литератур // Актуальные проблемы изучения литератур Африки. М., 1969.
- Раздел о франкоязычной поэзии литератур Западной Африки (гл. VI). Современные литературы Африки. Северная и Западная Африка. М., 1973. (Отв. ред.).
- Поэзия Жака Рабеманандзары // Основные проблемы африканистики. М., 1973.
- Литература Малагасийской Республики // Современные литературы Африки. Восточная и Южная Африка. М., 1974. (Отв. ред.).
- Сюрреализм и «негро-африканская поэзия» // Взаимосвязи африканских литератур и литератур мира. М., 1975. (Отв. ред.).
- Пути становления романа // Вопросы литературы. 1983, № 11.
- Развитие и особенности романных форм в литературах Африки // Развитие жанров в современных литературах Африки. М., 1983. (Отв. ред.).
- То же: Research in African Literature. University of Texas Press, 1987/ Volume 18, number 4 (на английском языке).
- Сембен Усман — писатель новой Африки // Африка. Литературный альманах. Вып. 4. М., 1983.
- Массовая литература — специфика и функции (вводная статья) // Массовая литература в странах Азии и Африки. М., 1985 (Отв. ред. совместно с А. Н. Сенкевичем).
- Подраздел «Литература» в разделе «Общий обзор» // Африка. Энциклопедический справочник. Том I. М., 1986.
- Писатели Тропической Африки о социальном опыте освободившихся стран // Актуальные проблемы современной Африки. Вып. 2. М., 1988.
- Литература стран Африки // История зарубежной литературы. 1945—1980. М., 1989.
- Раса и революция. Путь Эме Сезэра // Африка. Литературная панорама. Вып. 10. М., 1989.
- Бельгийская литература // История всемирной литературы. Том 7. М., 1991.
- Межлитературные общности Тропической Африки в системном и сравнительном аспекте // Особые межлитературные общности (на словацком языке). Братислава, 1992.
- Задачи междисциплинарного изучения современной культуры африканских стран // Социо- и этнокультурные процессы в современной Африке. М., 1992.
- Проблемы изучения динамики современных культурных процессов в регионе Тропической Африки // Цивилизации Тропической Африки: общества, культуры, языки. М., 1993.
- Глава «Бельгийская литература» Разделы: «Литература на французском языке. Роденбах. Верхарн. Метерлинк» // История всемирной литературы. Т. 8. М., 1994.
- L’oeuvre de Maurice Maeterlinck : Patrimoine sous-estimé de la culture européenne (Творчество Мориса Метерлинка. Недооцененное наследие европейской культуры)// Regards russes sur les littératures francophones (Русский взгляд на франкоязычные литературы). Paris, 1997.
- Naissance et métamorphoses du roman dans les littératures africaines d’expression française (problèmes de recherche) . (Зарождение и метаморфозы романа во франкоязычных африканских литературах. Проблемы исследования) // Там же.
- Bibliographie sélective des tradictions russes des auteurs francophones d’Afrique Noire et des critiques russes consacrées à la littérature négro-africaine d’expression française (Выборочная библиография русских переводов франкоязычных писателей Чёрной Африки и работ русской критики, посвященных франкоязычной негро-африканской литературе) // Там же.
- Le roman africain de langue française en Russie // Cahiers de l’Association Internationale des Etudes Françaises. Mai 2000, N 52 (Communication au LI e Congrès de l’Association, juillet 1999) (Франкоязычный африканский роман в России // Записки Международной Ассоциации по гуманитарным исследованиям Франции. Май 2000, № 52. Сообщение на 51-м Конгрессе Ассоциации, июль 1999).
- Региональные и стадиальные модификации литературного процесса // Теория литературы. Том IV. Литературный процесс. М., 2001.
- Новое измерение франкоязычной поэзии (Творчество Чикайи У Там’си) // Свободный взгляд на литературу. Проблемы современной филологии. К 60-летию научной деятельности академика Н. И. Балашова. М., 2002.
- Типологические особенности литературного процесса нового и новейшего времени в странах Азии и Африки («неевропейская» модель развития литератур как предмет сравнительного анализа) // Литературы Азии и Африки. Опыт XX века. (Отв. редактор совместно с М. Д. Громовым). М., 2002.